# Чемпіонат України з легкої атлетики в приміщенні 2018
Чемпіонат України з легкої атлетики в приміщенні 2018 серед дорослих був проведений з 9 по 11 лютого в місті Суми в легкоатлетичному манежі Сумського державного університету.
Одночасно з основним чемпіонатом був проведений чемпіонат України з легкоатлетичних багатоборств у приміщенні.

## Призери

### Чоловіки
| Дисципліни                | Золото                                                                          | Золото  | Срібло                                                                            | Срібло  | Бронза                                                                                   | Бронза  |
| ------------------------- | ------------------------------------------------------------------------------- | ------- | --------------------------------------------------------------------------------- | ------- | ---------------------------------------------------------------------------------------- | ------- |
| 60 метрів                 | Олександр Соколов Миколаївська область                                          | 6,70    | Сергій Смелик Київ                                                                | 6,72    | Володимир Супрун Сумська область                                                         | 6,84    |
| 400 метрів                | Віталій Бутрим Сумська область                                                  | 47,25   | Данило Даниленко Волинська область                                                | 47,68   | Олексій Поздняков Донецька область                                                       | 47,69   |
| 800 метрів                | Євген Гуцол Волинська область                                                   | 1.49,40 | Олег Миронець Чернівецька область                                                 | 1.49,52 | Дмитро Ніколайчук Київ                                                                   | 1.51,55 |
| 1500 метрів               | Олег Каяфа Київська область                                                     | 3.53,45 | Андрій Аліксійчук Донецька область                                                | 3.54,01 | Володимир Киц Київська область                                                           | 3.54,06 |
| 3000 метрів               | Володимир Киц Київська область                                                  | 8.11,40 | Юрій Кіщенко Одеська область                                                      | 8.21,54 | Андрій Дещенко Харківська область                                                        | 8.22,31 |
| 60 метрів з бар'єрами     | Артем Шаматрин Київ                                                             | 7,84    | Богдан Чорномаз Київ                                                              | 7,92    | Максат Кандимов АР Крим                                                                  | 7,98    |
| 3000 метрів з перешкодами | Василь Коваль Житомирська область                                               | 8.43,60 | Роман Ростикус Львівська область                                                  | 8.54,76 | Костянтин Коляда Львівська область                                                       | 9.00,88 |
| 4×400 метрів              | Волинська областьАнатолій Синянський Данило Даниленко Ерік Костриця Євген Гуцол | 3.18,86 | Сумська областьФедір Савостян Антон Слізченко Михайло Тютюнников Ярослав Демченко | 3.19,37 | Донецька областьАндрій Аліксійчук Олександр Кузьменко Кирило Приходько Олексій Поздняков | 3.24,16 |
| Стрибки у висоту          | Андрій Проценко Херсонська область                                              | 2,29    | Віктор Лонський Житомирська область                                               | 2,23    | Юрій Крімаренко Київ                                                                     | 2,20    |
| Стрибки з жердиною        | Владислав Малихін Київська область                                              | 5,50    | Кирило Кіру Київська область                                                      | 5,30    | Владислав Мандич Харківська область                                                      | 5,00    |
| Стрибки у довжину         | Сергій Никифоров Київська область                                               | 7,96    | Владислав Мазур Житомирська область                                               | 7,83    | Ігор Гончар Донецька область                                                             | 7,56    |
| Потрійний стрибок         | Олександр Малосілов Донецька область                                            | 16,13   | Віктор Кузнєцов Київська область                                                  | 16,03   | Андрій Станчев Київ                                                                      | 15,79   |
| Штовхання ядра            | Віктор Самолюк Київська область                                                 | 19,19   | Ігор Мусієнко Сумська область                                                     | 19,04   | Роман Кокошко Вінницька область                                                          | 18,40   |
| Семиборство               | Василь Іваницький Львівська область                                             | 5649    | Вадим Адамчук Вінницька область                                                   | 5554    | Дмитро Шепітко Вінницька область                                                         | 5285    |

### Жінки
| Дисципліни                | Золото                                                                             | Золото   | Срібло                                                                     | Срібло   | Бронза                                                                          | Бронза   |
| ------------------------- | ---------------------------------------------------------------------------------- | -------- | -------------------------------------------------------------------------- | -------- | ------------------------------------------------------------------------------- | -------- |
| 60 метрів                 | Христина Стуй Київ                                                                 | 7,33     | Анастасія Голєнєва Донецька область                                        | 7,54     | Аліна Калістратова Харківська область                                           | 7,57     |
| 400 метрів                | Тетяна Мельник Київ                                                                | 53,75    | Анастасія Бризгіна Запорізька область                                      | 53,86    | Анна Рижикова Дніпропетровська область                                          | 54,31    |
| 800 метрів                | Ольга Ляхова Полтавська область                                                    | 2.03,48  | Наталія Пироженко Донецька область                                         | 2.07,91  | Юлія Чехівська Вінницька область                                                | 2.10,48  |
| 1500 метрів               | Орися Дем'янюк Львівська область                                                   | 4.38,99  | Юлія Мороз Київська область                                                | 4.39,27  | Юлія Дятлова Чернігівська область                                               | 4.40,75  |
| 3000 метрів               | Вікторія Шкурко Київська область                                                   | 10.03,97 | Марія Мазуренко Київська область                                           | 10.04,54 | Любов Суховірська Хмельницька область                                           | 10.04,75 |
| 60 метрів з бар'єрами     | Анна Плотіцина Київ                                                                | 8,16     | Наталія Ручківська Київ                                                    | 8,26     | Ганна Чубковцова Київ                                                           | 8,33     |
| 3000 метрів з перешкодами | Ганна Печко Дніпропетровська область                                               | 10.43,36 | Вікторія Федчик Рівненська область                                         | 10.47,89 | Ганна Жмурко Чернігівська область                                               | 11.02,14 |
| 4×400 метрів              | Донецька областьМарія Миколенко Аліна Логвиненко Наталія Пироженко Вікторія Ткачук | 3.40,13  | Вінницька областьДжойс Коба Марія Черкас Юлія Чехівська Олена Колесниченко | 3.44,20  | Київська областьОлександра Сидор Анастасія Ковальова Юлія Мороз Іванна Аврамчук | 3.52,66  |
| Стрибки у висоту          | Юлія Левченко Київ                                                                 | 1,95     | Юлія Чумаченко Миколаївська область                                        | 1,93     | Ірина Геращенко Київ                                                            | 1,91     |
| Стрибки з жердиною        | Марина Килипко Харківська область                                                  | 4,50     | Яна Гладійчук Київ                                                         | 4,20     | Юлія Максименко Дніпропетровська область                                        | 4,10     |
| Стрибки у довжину         | Марина Бех Хмельницька область                                                     | 6,67     | Крістіна Гришутіна Київ                                                    | 6,64     | Анастасія Черемісіна Київська область                                           | 6,11     |
| Потрійний стрибок         | Ольга Саладуха Донецька область                                                    | 13,85    | Руслана Цихоцька Чернівецька область                                       | 13,61    | Катерина Попова Донецька область                                                | 13,47    |
| Штовхання ядра            | Ольга Голодна Київська область                                                     | 16,07    | Вікторія Клочко Дніпропетровська область                                   | 15,87    | Світлана Марусенко Черкаська область                                            | 15,50    |
| П'ятиборство              | Аліна Шух Київська область                                                         | 4472     | Рімма Гордієнко Дніпропетровська область                                   | 4323     | Ірина Рофе-Бекетова Харківська область                                          | 4113     |

## Онлайн-трансляція
- День 1 (ранкова сесія) на YouTube
- День 1 (вечірня сесія) на YouTube
- День 2 (ранкова сесія) на YouTube
- День 2 (вечірня сесія) на YouTube
- День 3 на YouTube